# ماكدونل دوغلاس إم دي-90
د
ماكدونل دوغلاس إم دي-90 أو إم دي-90 طائرة نفاثة تجارية ذات محركين، قصيرة إلى متوسطة المدى، وذات ممر واحد. طائرة من صنع شركة ماكدونل دوغلاس وذلك قبل انداماجها مع شركة بوينغ.
لقد طورت إم دي-90 من سلسلة إم دي-80. وتشمل الاختلافات عن إم دي-80 بزيادة طول جسم الطائرة وبتزويدها بمحركات أكثر كفاءة في استهلاك الوقود من طراز في 2500 التي تنتجها شركة محركات ايرو الدولية، كذلك زيادة السعة المقعدية لتكفي ل 172 راكبا. وأدخلت إلى الخدمة مع خطوط دلتا الجوية في عام 1995م. وفي وقت لاحق اشتقت طائرة من إم دي-90 حيث أنتجت طائرة إم دي-95 وكذلك طائرة بوينغ 717.

## تاريخ تطور االطائرة

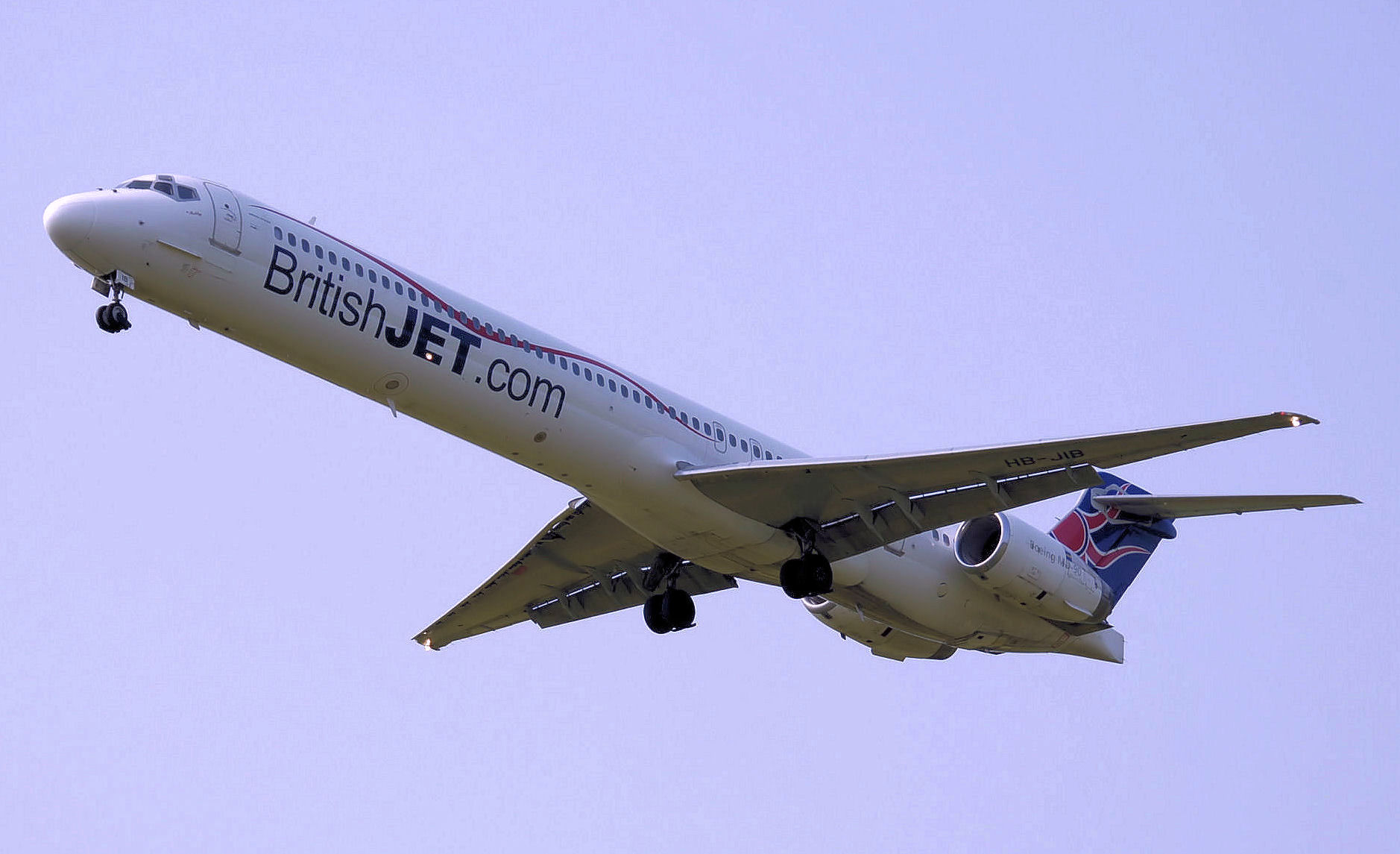
صورة طائرة إم دي 90-تهبط في مطار غاتويك في لندن

- دي سي 9 (DC-9) عام
- إم دي-80 (MD-80) عام1980م
- إم دي-90 (MD-90) عام
- إم دي-95 (MD-95) عام
- بوينغ 717 (Boeing 717) عام

## تشغيل
في أغسطس من عام 2008 يبلغ عدد مجموع طائرات نحو 112 لشركات الطيران التالية:
- الخطوط الجوية العربية السعودية (29)
- خطوط دلتا الجوية (16)
- الخطوط الجوية اليابانية (16)
- شركة طيران جنوب الصين (13)
- يوني الجوية (11)
- شركة طيران شرق الصين (9)
- بلو ون (5)
- طيران هالو (5)
- طيران ليون (5)